# Irati
|  | Per a altres significats, vegeu «Selva d'Irati». |

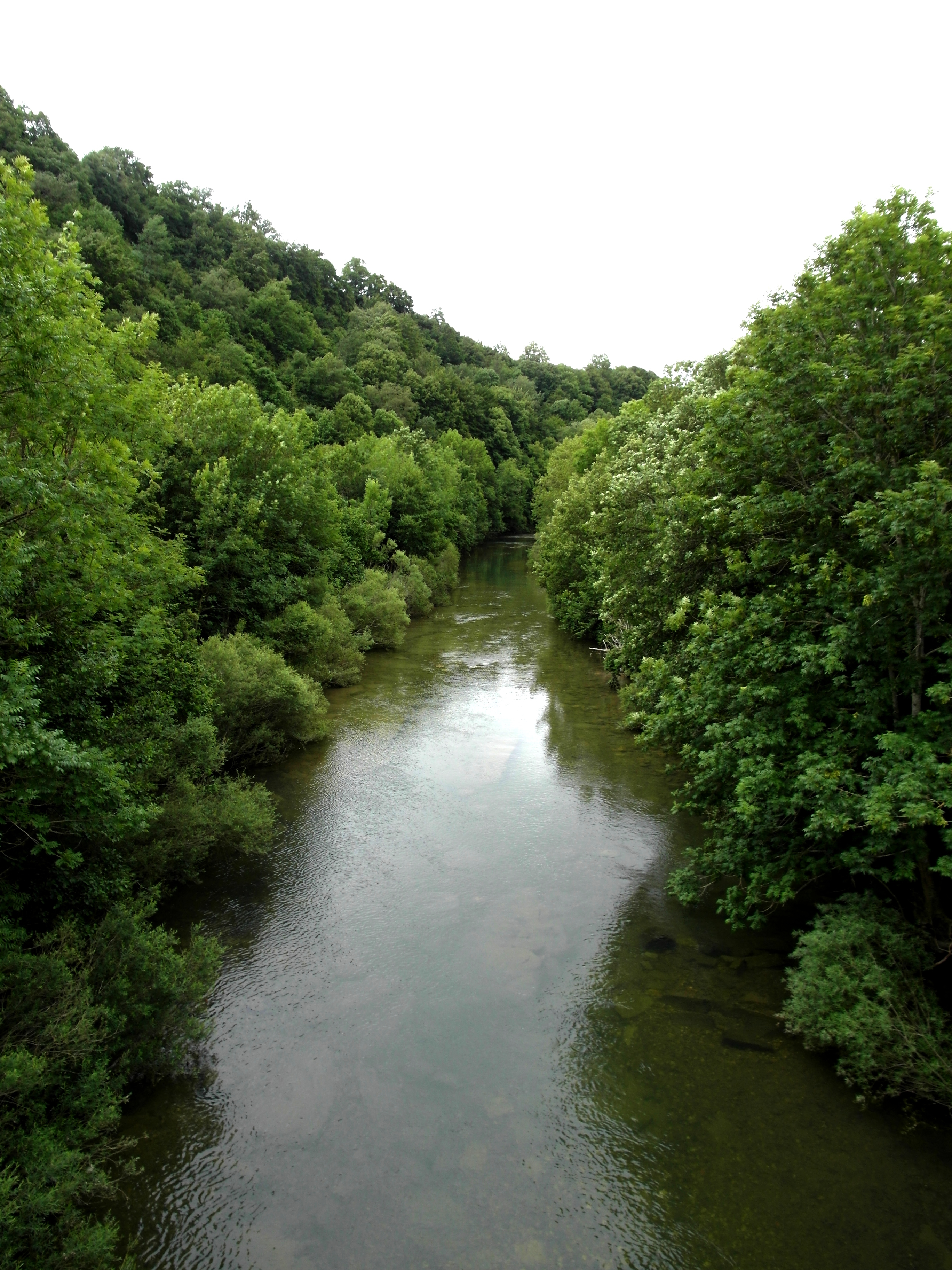
El curs de l'Irati prop d'Orbara.

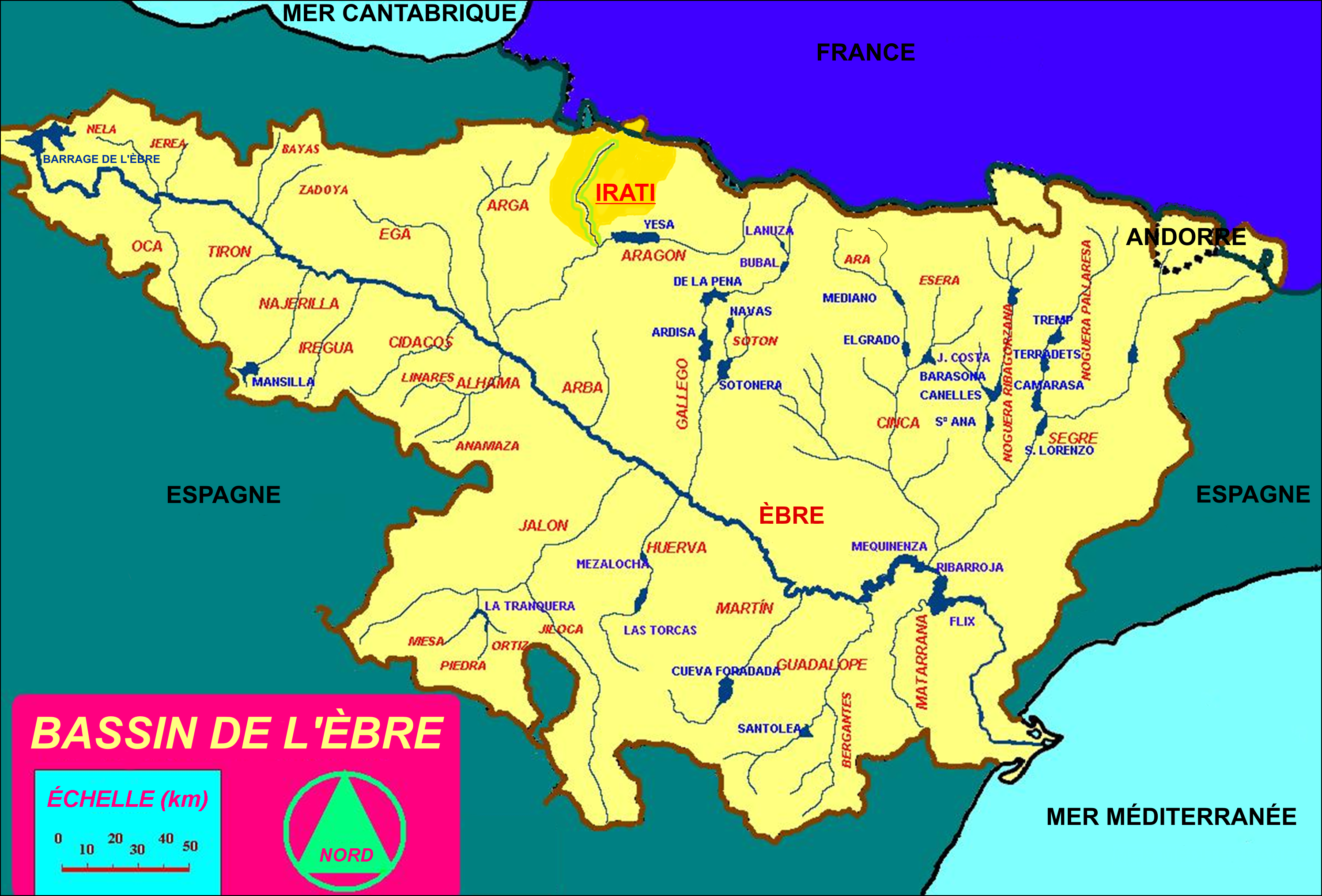
Conca de l'Irati respecte a la de l'Ebre.

L'Irati és un riu navarrès que neix de la confluència dels rius Urtxuria i Urbeltza a la Selva d'Irati, per embassar poc després a Irabia, un recés d'aigua al cor del bosc. Després de travessar Aezkoa i Oroz-Betelu oferint estampes de gran bellesa, les aigües de l'Irati es tornen a embassar al pantà d'Itoiz, ja rebudes les aportacions de l'Urrobi i l'Erro. Després hi conflueixen l'Areta i el Salazar per entrar de seguida a la impressionant gorja de la Foz de Lumbier. Finalment, després de 88 km, el seu recorregut acaba prop del nucli de Rocaforte al terme municipal de Sangüesa al riu Aragó, del que és afluent.
Juntament amb l'Arga són els rius de capçalera més cabalosos de Navarra. La riquesa i bona conservació de les seves aigües, juntament amb la seva vegetació i la seva població piscícola fan que aquest riu tingui nombrosos vedats de pesca de mort i sense mort, així com que estigui declarat per normativa europea com a Lloc d'Importància Comunitària (LIC).
És, probablement, el riu més usat per a aprofitament hidroelèctric, especialment a partir de la inauguració de l'empresa Irati S.A. (1911), que va prendre el seu nom per batejar també el tren elèctric que unia Pamplona amb Sangüesa. En aquesta època es va construir l'embassament d'Irabia, engrandit en més de cinc ocasions amb l'objectiu de garantir el cabal per al viatge de la fusta cap al serradora d'Ekai.
Al llarg del curs l'Irati encara es pot trobar gran abundància de tubs, salts, canonades, canals i centrals que parlen de la qualitat d'aquestes construccions.